# Samensmelting
Samensmelting (Engels: Allegiant) is een sciencefictionroman uit 2014. Het is het derde en laatste deel van de Divergent-trilogie van de Amerikaanse schrijfster Veronica Roth en is het vervolg op Opstand dat in 2012 verscheen.
Het eerste deel van de verfilming (The Divergent Series: Allegiant, geregisseerd door Robert Schwentke) verscheen in maart 2016 in de bioscoop. Het tweede en laatste deel (The Divergent Series: Ascendant, geregisseerd door Lee Toland Krieger) zou als televisiefilm verschijnen in 2017, maar de producent heeft het filmen van het laatste deel geannuleerd.

## Facties
De inwoners van het futuristische Chicago waren opgedeeld in vijf verschillende facties: Zelfverloochening, Oprechtheid, Onverschrokkenheid, Eruditie en Vriendschap.

## Verhaal
De factielozen (de mensen zonder factie) grijpen de macht nadat de factie Eruditie ten val is gebracht. Ze schaffen alle facties af en nemen alle wapens in beslag. Er is echter een nieuwe groep opstandelingen die zichzelf de Loyalen noemen en zich tegen de factielozen verzetten. Ze helpen Tris, Tobias en enkele anderen de stad uit om het leven buiten het hek rondom Chicago te ontdekken en de andere opstandelingen houden zich bezig in de stad. 

Eenmaal buiten het hek worden ze opgevangen door een mysterieuze groep die zichzelf het Bureau van Genetisch Welzijn noemt. Beetje bij beetje wordt alles duidelijk over de oorsprong van hun stad en het leven buiten het hek. 

Tris en Tobias vragen zich af of ze het Bureau wel kunnen vertrouwen en proberen nog steeds alles op het spel te zetten om hun stad te redden.